# Hela Ayari
Hela Al-Ayari –en árabe, هالة العياري– (nacida el 26 de agosto de 1994) es una deportista tunecina que compite en judo. Ganó una medalla en los Juegos Panafricanos de 2015, y seis medallas en el Campeonato Africano de Judo entre los años 2012 y 2018.

## Palmarés internacional
| Juegos Panafricanos | Juegos Panafricanos               | Juegos Panafricanos | Juegos Panafricanos |
| Año                 | Lugar                             | Medalla             | Categoría           |
| ------------------- | --------------------------------- | ------------------- | ------------------- |
| 2015                | Brazzaville (República del Congo) | Medalla de plata    | –52 kg              |
| Campeonato Africano |                                   |                     |                     |
| Año                 | Lugar                             | Medalla             | Categoría           |
| 2012                | Agadir (Marruecos)                | Medalla de oro      | –48 kg              |
| 2013                | Maputo (Mozambique)               | Medalla de bronce   | –48 kg              |
| 2014                | Puerto Louis (Mauricio)           | Medalla de oro      | –52 kg              |
| 2015                | Libreville (Gabón)                | Medalla de oro      | –52 kg              |
| 2016                | Túnez (Túnez)                     | Medalla de oro      | –52 kg              |
| 2018                | Túnez (Túnez)                     | Medalla de plata    | –52 kg              |